# Bory (Juszczyn)
Bory – część wsi Juszczyn w Polsce położona w województwie małopolskim, w powiecie suskim, w gminie Maków Podhalański.
W latach 1975–1998 Bory położone były w województwie bielskim.